# Juan de Mella
Juan de Mella, surnommé le cardinal de Zamora (né en 1397 à Zamora, Espagne, et mort à Rome le 12 octobre 1467) est un cardinal espagnol du XVe siècle. Il est le frère d'Alfonso de Mella, des schismatiques fraticelli.

## Biographie
Juan de Mella étudie à l'université de Salamanque et y devient professeur.
Il est doyen de Coria, archidiacre à Madrid et chanoine à Tolède. Il reste fidèle au pape Eugène IV, dans le conflit avec l'antipape Félix V, et le pape le nomme auditeur à la rote romaine.
En 1434 (ou 1437 ?)[réf. nécessaire], il est nommé évêque de León, puis est transféré à Zamora en 1440.
Le pape Calixte III le crée cardinal lors du consistoire du 17 décembre 1456. Le cardinal de Mella est transféré au diocèse de Sigüenza en 1465.
Le cardinal de Mella participe au conclave de 1458 lors duquel Pie II est élu pape, et au conclave de 1464 qui donna lieu à l'élection de Paul II.